# Guaifenesină
Guaifenesina, vândută sub numele comercial Mucinex, printre altele, este un medicament folosit pentru a ajuta la eliminarea flegmei din căile respiratorii. Nu este clar dacă acesta duce și la calmarea tusei. Nu este recomandată utilizarea la copii cu vârsta sub 6 ani. Acesta este adesea folosit în combinație cu alte medicamente. Este administrat oral.
Printre efectele secundare se numără amețeli, somnolență, erupții cutanate, greață. Deși nu a fost studiat în mod corespunzător pentru utilizare în timpul sarcinii, aceasta pare a fi sigur în astfel de cazuri. Se crede că funcționează prin provocarea de secreții respiratorii mai lichide.
Guaifenesina a fost folosită din punct de vedere medical cel puțin începând din 1933. Este disponibilă sub formă de medicamente generice și fără rețetă. În Statele Unite, costul en-gros este de sub 0,10 dolari per doză. În 2016 a fost al 261-lea cele mai prescris medicament din Statele Unite, cu peste un milion de rețete.

## Uz medical
Guaifenesina este folosită pentru a ajuta tușirea mucusului gros și este uneori combinată cu dextrometorfan, un antitusiv, precum în Mucinex DM sau Robitussin DM. Este, de asemenea, combinată cu efedrină pentru a produce tablete de Primatene și Bronkaid pentru ameliorarea simptomelor de astm.

## Efecte secundare
Printre efectele secundare ale guaifenesinei se numără greață, vărsături, formarea de pietre la rinichi, diaree și constipație. Greața și vărsăturile pot fi reduse prin luarea de guaifenesin cu mâncare. Riscul de formare a pietrelor la rinichi în timpul utilizării prelungite pot fi reduse prin menținerea unei bune hidratări și creșterea pH-ului urinei. Rareori, pot apărea reacții alergice severe, inclusiv erupții cutanate sau umflarea buzelor sau a gingiilor, care pot necesita asistență medicală de urgență. Gura ușor uscată sau buzele crăpate pot apărea atunci când se administrează acest medicament. Se recomandă consumul unui pahar de apă cu fiecare doză de guaifenesină.
Guaifenesina crește efectul analgezic al paracetamolului și aspirinei, crește efectele sedative ale alcoolului, tranchilizantelor, somniferelor și anestezicelor totale.  

## Farmacologie

### Mecanismul de acțiune
Se crede că guaifenesina acționează ca expectorant prin creșterea volumului și reducerea vâscozității secrețiilor din trahee și bronhii. S-a raportat că ajută la fluxul secrețiilor tractului respirator, permițând mișcarea ciliară pentru a transporta secrețiile diluate în sus spre faringe. Astfel, se poate crește eficiența reflexului de tuse și poate facilita eliminarea secrețiilor.
Guaifenesina are proprietăți miorelaxante și antiepileptice și poate acționa ca un antagonist al receptorilor NMDA.

## Istoric
Medicamente similare derivate din copacul guaiacum erau utilizate ca remediu generic de indigenii americani atunci când exploratorii au ajuns în America de Nord în secolul al XVI-lea. Spaniolii au descoperit lemnul de guaiacum „atunci când au cucerit Santo Domingo, a fost imediat adus în Europa, unde a dobândit o imensă reputație în secolul al XVI-lea ca leac pentru sifilis și alte boli...”.
Ediția din 1955 a Textbook of Pharmacognozie stipulează: „Guaiacum are o acțiune stimulantă locală care este uneori utilă în dureri de gât. Rășina este utilizată în gută cronică și reumatism, în timp ce lemnul este un ingredient al soluției concentrată de sarsaparilla, care a fost mult folosită ca o alternativă în sifilis”.

## Disponibilitate
Guaifenesina se ia oral ca pastile sau sirop .Aceasta este disponibilă sub mai multe nume de marcă. Sunt disponibile formulări cu un singur ingredient, dar și în multe combinații pentru tratamentul răcelilor (de obicei în combinație cu dextrometorfan, paracetamol, efedrină, pseudoefedrină sau fenilefrină).
Combinația de guaifenesin și pseudoefedrină este vândută sub numele comercial Mucinex D, în care „D” se referă la prezența de pseudoefedrină, un decongestionant.

## Uz veterinar
Proprietățile neurologice ale guaifenesinei a devenit cunoscute pentru prima dată la sfârșitul anilor 1940. Guaifenesina este un relaxant muscular cu acțiune centrală utilizat în mod obișnuit la animale mari pentru chirurgie veterinară. Guaifenesina este folosit în combinație cu, de exemplu, ketamina, deoarece guaifenesina nu produce analgezice și nici nu produce stare de inconștiență.

## Cercetare
Protocolul guaifenesinei a fost studiat ca metodă de a trata fibromialgia. Un studiu dublu-orb de un an a constatat că tratamentul nu obține rezultate mai bune decât placebo. Guaifenesina nu este aprobată de FDA pentru tratamentul fibromialgiei.